# Wespe (Schiff, 1941)
Die Wespe war ein ehemaliges Minensuchboot der deutschen Kriegsmarine, das nach dem Ende des Zweiten Weltkriegs erst im französischen Minenräumdienst, dann in der französischen Marine und zuletzt von 1957 bis 1973 in der deutschen Bundesmarine im Einsatz war.

## Bau und technische Daten
Das Boot vom Typ Minensuchboot 1935 der Klasse M 1 wurde am 31. Juli 1939 bei den Lübecker Flender-Werken mit der Baunummer 261 auf Kiel gelegt und lief dort am 12. Oktober 1940 vom Stapel, eins von neun auf dieser Werft gebauten Booten der Klasse. Es war das letzte Boot der von Juli 1936 bis Juli 1939 auf Kiel gelegten Baureihe M 1 bis M 24.

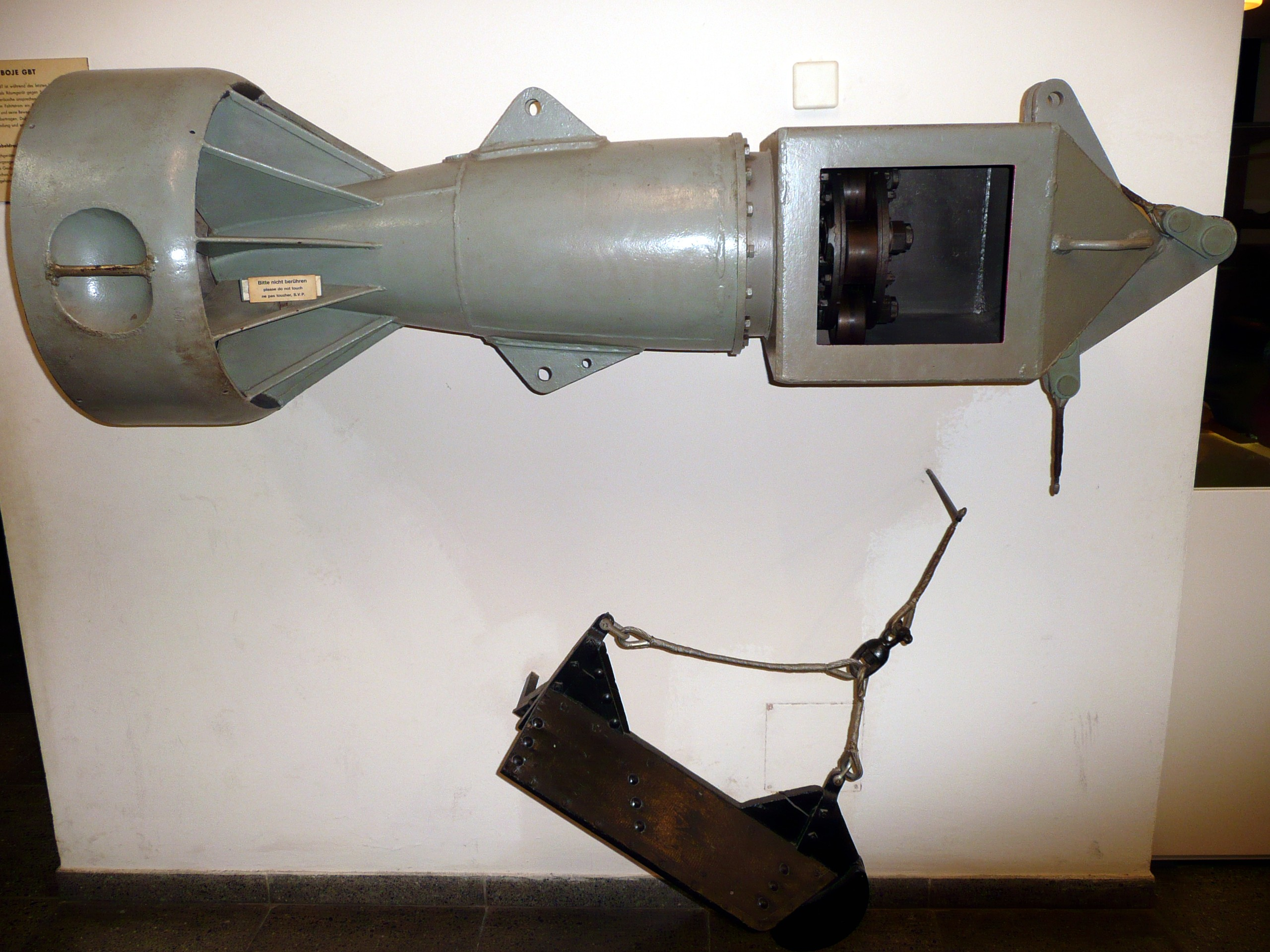
Geräuschboje GBT

Das Boot war 68,1 m lang und 8,7 m breit und hatte 2,75 m Tiefgang. Die Wasserverdrängung betrug 682 t (standard) bzw. 874 t (maximal). Die Maschinenanlage bestand aus zwei ölbefeuerten Wagner-Hochdruckkesseln und zwei Lentz-Einheits-Expansionsmaschinen, die eine Gesamtleistung von 3200 PS an den Wellen und über zwei Schrauben eine Höchstgeschwindigkeit von 18,3 kn ergaben. Der Brennstoffvorrat von 874 t ermöglichte bei einer Marschgeschwindigkeit von 10 kn eine Fahrtstrecke von 5000 sm. Die Schiffsbesatzung zählte 84–90 Mann.
Die Bewaffnung des Boots bestand anfangs aus zwei 10,5-cm-L/45-SK C/30 in Einzellafetten, einer (später zwei) 3,7-cm-L/83-Flak C/30 in Einzellafetten und zwei 2,0-cm-L/65-Flak C/30 in Einzellafetten. 1942 wurde die Fliegerabwehrbewaffnung durch den Einbau eines 2,0-cm-L/65-Flak-Vierlings verstärkt. Daneben besaß das Boot vier Wasserbombenwerfer mit sechs Wasserbomben, und es konnte bis zu 32 Seeminen mitführen.
Zur Räumung von Ankertauminen war das Boot mit einem über das Heck ausgelassenen Räumgeschirr des Typs „Scherdrachengerät“ (SDG) und dem als Bugschutzgerät an ausfahrbaren Spieren zu führenden Räumotter ausgerüstet, zur Beseitigung von Grundminen mit magnetischen Zündern mit dem Kabel-Fern-Räumgerät (KFRG), dem Schleppspulgerät (SSG) und dem Hohlstab-Fern-Räumgerät (HFG), und zur Räumung von Grundminen mit akustischen Zündsystemen mit einer Geräuschboje „Turbine“ (GBT) und einem Knallkörpergerät (KKG).

## Laufbahn

### Kriegsmarine
M 24 wurde am 22. Februar 1941 in Lübeck für die 8. Minensuchflottille in Dienst gestellt, bei der das Boot bis Kriegsende verblieb. Die Flottille versah in Westfrankreich, vor allem in der Biskaya, bis 1944 Sicherungs- und Geleitdienst, einschließlich des Freihaltens der Ein- und Auslaufwege deutscher U-Boote. Nach der Invasion Frankreichs durch die Alliierten blieben die sieben noch vorhandenen Boote der Flottille im Hafen der von der Wehrmacht zur Festung ausgebauten Stadt Saint-Nazaire, teilweise im dortigen U-Boot-Bunker. Erst am 11. Mai 1945 kapitulierten die deutschen Besatzungstruppen der Festung Saint-Nazaire, von deren Eroberung die Alliierten während des Krieges abgesehen hatten, und damit kamen die Boote der Flottille, darunter M 24, in US-amerikanische Hand.

### Frankreich
Die Amerikaner übergaben die Boote an Frankreich, und M 24 diente in der Folge mit deutschen Besatzungen und französischen Offizieren im französischen Minenräumdienst entlang der französischen Küste.
Am 9. Oktober 1947 wurde das Boot als Kriegsbeute an Frankreich übergeben und von der französischen Marine als „aviso dragueur“ mit der Kennung A 20, später M 605, und dem Namen Ailette in Dienst gestellt. Nach Entfernung der Minenräumausrüstung und Teilen der Fla-Bewaffnung wurde es als Fischereischutzschiff in der Nordsee eingesetzt. Die Ailette wurde am 1. September 1956 außer Dienst gestellt, am 22. Oktober 1956 aus der Liste der Kriegsschiffe gestrichen und als Hulk Nummer Q 76 aufgelegt.

### Bundesmarine
Fünf der in französischem Besitz befindlichen ehemaligen Minensuchboote der Kriegsmarine wurden 1956/57 von der neu aufgestellten Bundesmarine gekauft. Darunter befand sich auch das einstige M 24. Es wurde von einer französischen Besatzung nach Wilhelmshaven überführt und am 28. Februar 1957 als Geleitboot F 211 Wespe in Dienst gestellt. Die anderen vier Boote waren Hummel (ex M 81, ex Laffaux M 607/Q 75), Brummer (ex M 85, ex Yser M 604/Q 78), Biene (ex M 205, ex Belfort M 606/Q 74) und Bremse (ex M 253, ex Vimy M 608/Q 77). Alle fünf wurden bis 1963 als Geleitboote der Klasse 319 (Wespe-Klasse) bezeichnet und für Ausbildungszwecke eingesetzt. Sie bildeten zunächst das 1. Geleitgeschwader und ab 1. April 1960 das Schulgeschwader der Bundesmarine. 1957/58 erfuhr die Wespe noch eine wesentliche Modernisierung bei der Lloyd Werft Bremerhaven.
Die Wespe wurde am 20. September 1963 außer Dienst gestellt und dann im Marinearsenal Wilhelmshaven zum Zielschiff hergerichtet. Im November 1966 war sie westlich von Sylt verankert, wurde aber in einem Orkan losgerissen und von der Sturmflut auf den Weststrand der dänischen Insel Fanø geworfen. Erst im April/Mai 1967 konnte sie geborgen und als Auflieger nach Wilhelmshaven gebracht werden.
Am 22. Oktober 1973 wurde sie 45 sm nordwestlich von Helgoland als Zielschiff vom Zerstörer 4 so schwer getroffen, dass sie in der Nacht vom 24. zum 25. Oktober 1973 auf der Position 54° 22′ N, 6° 42′ O sank. Das Wrack liegt in 32–37 m Tiefe.